# Бардолино
Бардолино (итал. Bardolino) је насеље у Италији у округу Верона, региону Венето.
Према процени из 2011. у насељу је живело 4873 становника. Насеље се налази на надморској висини од 119 м.

## Становништво
| 1931. | 1936. | 1951. | 1961. | 1971. | 1981. | 1991. | 2001. | 2011. |
| ----- | ----- | ----- | ----- | ----- | ----- | ----- | ----- | ----- |
| 3.887 | 3.829 | 4.195 | 4.330 | 5.306 | 5.814 | 6.025 | 6.329 | 6.714 |